# Gran Premio de Francia de 1914
El Gran Premio de Francia de 1914, fue una carrera automovilística celebrada en Lyon el 4 de julio de 1914. En esta competencia se limitó por primera vez la capacidad máxima del motor a 4,5 litros. Aclamada como una de las mejores carreras del siglo XX, fue una reñida competencia entre el constructor francés Peugeot y el alemán Mercedes. Tras una competencia de siete horas con el Peugeot L45 GP de Georges Boillot, Christian Lautenschlager se coronó ganador, a bordo de un Mercedes 18/100 GP a una velocidad media de 105,7 km/h.
|                   |
| Circuito de Lyon. |

|                   |
| Línea de partida. |

|             |
| Max Sailer. |

|                           |
| Christian Lautenschlager. |

|                  |
| Georges Boillot. |